# Job Bicknell Ellis
Job Bicknell Ellis (Potsdam, 21 de enero de 1829 - 30 de diciembre de 1905) fue un botánico, micólogo y docente estadounidense.
Muy conocido por sus estudios de Ascomycetes, en especial Pyrenomycetes (hoy Sordariomycetes). Hizo recolecciones de especímenes, y con su esposa, prepararon 200.000 muestras que enviaban a suscriptores, en series, entre 1878 y 1894. Con sus colegas William A. Kellerman y Benjamin Matlack Everhart, fundaron en 1885, el Journal of Mycology, (hoy Mycologia). Describió 4.000 especies de fungi, y su colección de 110.000 especímenes se aloja en el herbario del New York Botanical Gardens. Ellis es invocado en 100 taxones de fungi.

## Algunas publicaciones
- Cooke, M.C.; Ellis, J.B. (1876). Some New Jersey fungi. Grevillea 4 (32): 178-180 [Nº 2297-2318]
- Cooke, M.C.; Ellis, J.B. (1876). New Jersey fungi [cont.]. In M.C. Cooke [ed.], Grevillea 5 (33): 30-35, pl. 75 [nos 2319-2362]. Edinburgh; Williams & Norgate
- Cooke, M.C.; Ellis, J.B. (1876). New Jersey fungi [cont.]. Grevillea 5 (34): 49-55 [Nº 2363-2423]
- Cooke, M.C.; Ellis, J.B. (1877). New Jersey fungi [cont.]. Grevillea 5 (35): 89-95
- Cooke, M.C.; Ellis, J.B. (1877). New Jersey fungi [cont.]. In M.C. Cooke [ed.], Grevillea 6 (37): 1-18. Edinburgh; Williams & Norgate
- Cooke, M.C.; Ellis, J.B. (1878). New Jersey fungi [cont.]. Grevillea 6 (39): 81-96, pls 99-100.
- Cooke, M.C.; Ellis, J.B. (1878). New Jersey fungi [cont.]. Grevillea 7 (41): 4-10
- Cooke, M.C.; Ellis, J.B. (1878). New Jersey fungi [cont.]. Grevillea 7 (42): 37-42
- Cooke, M.C.; Ellis, J.B. (1879). New Jersey fungi [cont.]. Grevillea 8 (45): 11-16
- Ellis, J.B. (1881). New species of North American fungi. Bulletin of the Torrey Botanical Club 8: 64-[65]
- Ellis, J.B. (1882). New Fungi. Am. Naturalist 16 (10): 810-[811]
- Ellis, J.B. (1882). New North American fungi. Bull. of the Torrey Botanical Club 9: 18-[?]
- Ellis, J.B. (1882). New North American fungi [cont.]. Bull. of the Torrey Botanical Club 9: 73-[74]
- Ellis, J.B. (1882). New North American fungi [concl.]. Bull. of the Torrey Botanical Club 9: 133-[?]
- Ellis, J.B. (1882). North American Fungi. Series 1. Century IX (N.º 801-900). Newfield, New Jersey; Ellis
- Ellis, J.B. (1882). North American Fungi. Series 1. Century VII (nos 701-800). Newfield, New Jersey; Ellis
- Ellis, J.B. (1883). New species of North American fungi. Am. Midland Naturalist 17 (febrero): [194]-[196]
- Ellis, J.B. (1883). New North American fungi. Bull. of the Torrey Botanical Club 10: 52-[?]
- Ellis, J.B. (1893). Descriptions of some new species of fungi. J. of Mycology 7: 274-278
- Ellis, J.B.; Bartholomew, E. (1896). New Kansas fungi. Erythea 4 (2): 23-29
- Ellis, J.B.; Bartholomew, E. (1896). New species of Kansas fungi. I. Erythea 4: 79-83
- Ellis, J.B.; Bartholomew, E. (1897). New species of Kansas fungi. II. Erythea 5: 47-51
- Ellis, J.B.; Bartholomew, E. (1902). New species of fungi from various localities. J. of Mycology 8: 173-178
- Ellis, J.B.; Dearness, J. (1893). New species of Canadian fungi. Canadian Record of Science Montreal 5 (Jan.): 267-272
- Ellis, J.B.; Dearness, J. (1897). New species of Canadian fungi. Proc. of the Canadian Inst. N.S. 1: 89-93
- Ellis, J.B.; Everhart, B.M. (1883). New species of fungi [cont.]. Bull. of the Torrey Botanical Club 10: 97-[?]

Phyllactinia suffulta (Reb.) (hoy Phyllactinia guttuta (Wallr.) Lév.) Fig 1. Tamaño natural. 2. Peritecio agrandado. 3. Dos asci. 4. Tres esporidios. 5. Hifas conidiales. 6. Germinando conidios

- Ellis, J.B.; Everhart, B.M. (1884). New North American Fungi [cont.]. Bull. of the Torrey Botanical Club 11: 73-[75]
- Ellis, J.B.; Everhart, B.M. (1885). Enumeration of the North American Cercosporae. J. of Mycology 1 (2): 17-24
- Ellis, J.B.; Everhart, B.M. (1885). Enumeration of the North American Cercosporae [cont.] J. of Mycology 1: 33-40
- Ellis, J.B.; Everhart, B.M. (1885). New fungi. J. of Mycology 1: 42-44
- Ellis, J.B.; Everhart, B.M. (1885). Enumeration of the North American Cercosporae. With descriptions of the species [cont.]. J. of Mycology 1: 49-56
- Ellis, J.B.; Everhart, B.M. (1885). Enumeration of the North American Cercosporae [concl.] J. of Mycology 1 (5): 61-67
- Ellis, J.B.; Everhart, B.M. (1885). On Ramularia obovata, Fuck. J. of Mycology 1 (5): 69-70
- Ellis, J.B.; Everhart, B.M. (1885). North American species of Ramularia. J. of Mycology 1 (6): 73-83
- Ellis, J.B.; Everhart, B.M. (1885). New species of fungi. J. of Mycology 1 (7): 88-93
- Ellis, J.B.; Everhart, B.M. (1885). North American species of Cylindrosporium. J. of Mycology 1 (10): 126-128
- Ellis, J.B.; Everhart, B.M. (1885). New fungi. J. of Mycology 1 (12): 148-154
- Ellis, J.B.; Everhart, B.M. (1885). New fungi [concl.] J. of Mycology 1 (12): 148-154
- Ellis, J.B.; Everhart, B.M. (1886). New fungi. Hedwigia 25: 108-110
- Ellis, J.B.; Everhart, B.M. (1886). Supplementary enumeration of the Cercosporae. J. of Mycology 2 (1): 1-2
- Ellis, J.B.; Everhart, B.M. (1886). New species of fungi from various localities. J. of Mycology 2 (4): 37-42
- Ellis, J.B.; Everhart, B.M. (1886). New species of fungi from various localities. J. of Mycology 2: 87-89
- Ellis, J.B.; Everhart, B.M. (1886). New species of fungi from various localities. J. of Mycology 2 (9): 99-104
- Ellis, J.B.; Everhart, B.M. (1887). Additions to Cercospora, Gloeosporium and Cylindrosporium. J. of Mycology 3 (2): 13-22
- Ellis, J.B.; Everhart, B.M. (1887). New species of fungi. J. of Mycology 3 (4): 41-45
- Ellis, J.B.; Everhart, B.M. (1887). New species of Ustilagineae and Uredineae. J. of Mycology 3 (2): 55-57
- Ellis, J.B.; Everhart, B.M. (1887). Additions to Hypocreaceae. J. of Mycology 3: 113-116
- Ellis, J.B.; Everhart, B.M. (1887). New species of fungi from various localities. J. of Mycology 3: 127-130
- Ellis, J.B.; Everhart, B.M. (1895). New species of fungi from various localities. Proc. of the Academy of Natural Sciences of Philadelphia 47: 413-441
- Ellis, J.B.; Everhart, B.M. (1896). New species of tropical fungi. Bull. of the Laboratory of Natural History of Iowa State University 4: 67-72
- Ellis, J.B.; Everhart, B.M. (1897). New species of fungi from various localities. Am. Midland Naturalist 31: 339-343, 426-440
- Ellis, J.B.; Everhart, B.M. (1897). New species of fungi from various localities. Bull. of the Torrey Botanical Club 24: 125-137
- Ellis, J.B.; Everhart, B.M. (1897). New species of North American fungi from various localities. Bull. of the Torrey Botanical Club 24: 277-292
- Ellis, J.B.; Everhart, B.M. (1897). New species of fungi from various localities. Bull. of the Torrey Botanical Club 24 (10): 457-477

### Libros
- 1890. Ellis, Job Bicknell; Everhart Benjamin Matlack. North American Pyromycetes. Publisher: Newfield, N. J., Ellis & Everhart. 800 pp.

## Eponimia
Géneros
- Ellisembia Subram. 1992
- Ellisia Bat. & Peres 1965
- Ellisiella Bat. 1956
- Ellisiella Sacc. 1881 (hoy Colletotrichum)
- Ellisiellina Sousa da Câmara 1949 (hoy Colletotrichum)
- Elisiodothis Theiss 1914
- Ellisiopsis Bat. 1956 (hoy Beltraniella)
- Ellisomyces Benny & R.K.Benj. 1975
- Jobellisia M.E.Barr 1993

Especies
- Acanthostigma ellisii Sacc. & P.Syd. 1899
- Aecidium ellisii Tracy & L.D.Galloway 1888
- Albatrellopsis ellisii (Berk.) Teixeira 1994
- Albatrellus ellisii (Berk.) Pouzar 1966
- Alternaria ellisii Pandotra & Ganguly 1964
- Annellophorella ellisii Reisinger & Kiffer 1970
- Anthostoma ellisii Sacc.
- Ascochyta ellisii Thüm.
- Asterina ellisii Sacc. & P. Syd. 1899
- Atractobolus ellisiella (Rehm) Kuntze 1898
- Bactridium ellisii Berk. 1874
- Bipolaris ellisii (Danquah) Alcorn 1983
- Botrytis ellisii Sacc. & P.Syd. 1899
- Bullaria ellisii (De Toni) Arthur & Mains
- Calathella ellisii Agerer 1983
- Caliciopsis ellisii Sacc.
- Calycina ellisii (Dennis) Raitv. 2004
- Capnodium ellisii Sacc.
- Cenangium ellisii Sacc.
- Cercospora ellisii Sacc. & P.Syd. 1899
- Ceuthospora ellisii Sacc. & Trotter 1913
- Chaetendophragmia ellisii (Piroz.) B.Sutton & Hodges 1978
- Chaetomium ellisianum Sacc. & P.Syd.
- Chaetoplea ellisii (Sacc. & P.Syd.) M.E.Barr 1990
- Chaetosphaeria ellisii (M.E.Barr) Huhndorf & F.A.Fernández 2005
- Chalara ellisii Nag Raj & W.B.Kendr. 1975
- Clasterosporium ellisii Sacc. & P.Syd. 1899
- Clathrosphaerina ellisii Purohit, Panwar & N.L.Vyas 1974
- Cochliobolus ellisii Alcorn 1983
- Collybia ellisii (Murrill) Murrill 1917
- Comatricha ellisii Morgan 1894
- Coniochaeta ellisiorum P.F.Cannon
- Coniophora ellisii (Berk. & M.A.Curtis) Sacc. 1888
- Coprinellus ellisii (P.D.Orton) Redhead, Vilgalys & Moncalvo 2001
- Coprinus ellisii P.D.Orton 1960
- Corticium ellisii (Berk. & M.A.Curtis) Cooke 1880
- Coryne ellisii Berk. 1873
- Cucurbitaria ellisii Sacc. & P.Syd.
- Curvularia ellisii S.I.Ahmed & M.Qureshi 1960
- Cylindrosporium ellisii Halst.
- Cylindrotrichum ellisii Morgan-Jones 1977
- Dacrymyces ellisii Coker 1920
- Dacryopsis ellisiana Massee 1891
- Dasyscyphus ellisianus (Rehm) Sacc. 1889
- Dendryphion ellisii Cooke 1878
- Diaporthe ellisii Rehm
- Dicaeoma ellisianum (Thüm.) Kuntze 1898
- Dicaeoma ellisii (De Toni) Kuntze 1898
- Didymostilbe ellisii A.S.Saxena & Mukerji 1970
- Dimerosporium ellisii Sacc.
- Diplodina ellisii Sacc.
- Dothiora ellisii (M.E.Barr) Shoemaker & C.E.Babc. 1987
- Dothiorella ellisii Arx 1957
- Drechslera ellisii Danquah 1975
- Endophragmiella ellisii S.Hughes 1979
- Engizostoma ellisii Kuntze 1898
- Entoleuca ellisii Y.M.Ju, J.D.Rogers & H.M.Hsieh 2005
- Entyloma ellisii Halst. 1890
- Entylomella ellisii (Halst.) Cif. 1959
- Erynia ellisiana Ben Ze'ev 1986
- Erysiphe ellisii (U.Braun) U.Braun & S.Takam. 2000
- Fomes ellisianus F.W.Anderson 1891
- Furia ellisiana (Ben Ze'ev) Humber 1989
- Fusicoccum ellisianum Sacc. & P.Syd. 1899
- Fusicoccum ellisii Petr. & Died. 1913
- Glabrocyphella ellisiana W.B.Cooke 1961
- Gloniopsis ellisii Cash 1939
- Gymnopus ellisii Murrill 1917
- Gymnosporangium ellisii Berk. 1879
- Hamaspora ellisii (Berk.) Körn. 1877
- Haplaria ellisii Cooke 1889
- Helicosporium ellisii Cooke
- Hemiarcyria ellisii Massee 1889
- Herpotrichia ellisii (Sacc. & P.Syd.) M.E.Barr 1992
- Hydnum ellisianum Thüm. 1878
- Hydnum ellisianum (Banker) Sacc. & Trotter 1912
- Hymenochaete ellisii Berk. & M.A.Curtis 1876
- Hymenoscyphus ellisii Dennis 1964
- Hyphopolynema ellisiorum B.Sutton & Alcorn 1984
- Kylindria ellisii (Morgan-Jones) DiCosmo, S.M.Berch & W.B.Kendr. 1983
- Lachnella ellisiana (Rehm) Seaver 1951
- Lasiosphaeria ellisii M.E.Barr 1993
- Leptosphaeria ellisiana Berl.
- Lyophyllum ellisii (P.D.Orton) Cons. & Contu 2001
- Macroplodia ellisii (Sacc.) Kuntze 1898
- Melanopsamma ellisii Sacc. & P.Syd. 1899
- Meliola ellisii Roum. 1880
- Microscypha ellisii Dennis 1971
- Microsphaera ellisii U.Braun 1982
- Monochaetia ellisiana Sacc. & D.Sacc. 1906
- Myxosporium ellisii Sacc. 1884
- Nectria ellisii C.Booth 1959
- Niptera ellisii Rehm
- Nodulisporium ellisii (Sacc. & P.Syd.) S.Hughes 1958
- Odontia ellisiana (Thüm.) Rick 1933
- Ophiobolus ellisianus Berl.
- Peniophora ellisii Massee 1889
- Perenniporia ellisiana (F.W.Anderson) Gilb. & Ryvarden 1985
- Periconia ellisii P.Rag. Rao & D.Rao 1964
- Periconiella ellisii Merny & B.Huguenin 1962
- Pestalotia ellisii Sacc. & P.Syd. 1899
- Peziza ellisiana Rehm
- Phellodon ellisianus Banker 1906
- Phillipsiella ellisii M.E.Barr 1993
- Phragmidium ellisii (Berk.) Sacc. 1888
- Phyllosticta ellisiana Lambotte & Fautrey 1894
- Phyllosticta ellisii Sacc. & P.Syd. 1899
- Pithomyces ellisii V.G. Rao & Chary 1972
- Pleospora ellisii Wehm. 1961
- Pleurage ellisiana Griffiths 1901
- Plochmopeltis ellisii Arx 1959
- Podisoma ellisii (Berk.) Mussat 1874
- Podospora ellisiana (Griffiths) Mirza & Cain 1970
- Polynema ellisii B.Sutton
- Polypilus ellisii (Berk.) Teixeira 1992
- Polyporus ellisianus (Murrill) Sacc. & Trotter 1912
- Polyporus ellisii Berk. 1878
- Polystictus ellisianus Lloyd 1920
- Poria ellisiana (F.W.Anderson) Ginns 1984
- Pseudocercospora pamelae-ellisiae (G.P.Agarwal & N.D.Sharma) U.Braun 1999
- Psilachnum ellisii (Dennis) E.Weber & Baral 1992
- Puccinia ellisiana Thüm. 1878
- Puccinia ellisii De Toni 1888
- Pyrenopeziza ellisii Massee 1896
- Rhabdospora ellisii Sacc. & P.Syd. 1899
- Rhinocladiella ellisii D.Hawksw. 1977
- Roestelia ellisii Peck 1875
- Scindalma ellisianum (F.W.Anderson) Kuntze 1898
- Sciniatosporium ellisii (M.B.Ellis) Morgan-Jones 1971
- Scutiger ellisii (Berk.) Murrill 1903
- Septoria ellisiana Sacc. & P.Syd. 1902
- Septoria ellisii Berl. & Voglino 1886
- Sordaria ellisiana (Griffiths) Sacc. & D.Sacc. 1905
- Sorosporium ellisii G.Winter
- Sphaeropsis ellisii Sacc. 1884
- Sporidesmium ellisii Piroz. 1972
- Sporisorium ellisii (G.Winter) M.Piepenbr. 2003
- Stigmina ellisiana B.Sutton 1972
- Stigmina ellisii M.B.Ellis 1959
- Stigmina pamelae-ellisiae G.P.Agarwal & N.D.Sharma 1974
- Tephrocybe ellisii P.D.Orton 1988
- Tetrabrunneospora ellisii Dyko 1978
- Tetraploa ellisii Cooke 1879
- Tomentella ellisii (Sacc.) Jülich & Stalpers 1980
- Torula ellisii Yadav & Lal 1966
- Trametes ellisiana Henn. 1895
- Tyromyces ellisianus Murrill 1907
- Uromyces ellisianus Henn. 1898
- Volutella ellisii Langl. 1887
- Wettsteinina ellisii M.E.Barr 1972
- Zoophthora ellisiana (Ben Ze'ev) Balazy 1993
- Zygodesmus ellisii Sacc. 1886